# Joe Hernandez
Jose Maria Hernandez (Bakersfield, 9 de febrero de 1940 - Ibidem, 7 de diciembre de 2021) más conocido como Joe Hernandez fue un jugador estadounidense de fútbol americano y fútbol canadiense en la posición de wide receiver. Jugó en la National Football League para los Washington Redskins y en la Canadian Football League para los Edmonton Eskimos.

## Trayectoria
Hernández jugó fútbol americano universitario en la Universidad de Arizona y fue reclutado en la segunda ronda del Draft de la NFL de 1962. Hernández también fue seleccionado en la quinta ronda del Draft de la AFL de 1962 por los Oakland Raiders.
A su regreso a los Edmonton Eskimos, pasó a jugar como defensive back y fue dos veces All-Star (1967 y 1970).

## Vida personal
Hernández era de ascendencia mexicana. Falleció de COVID-19 el 7 de diciembre de 2021, a la edad de 81 años.